# Youzu Interactive
Youzu Interactive Co. Ltd. es una empresa desarrolladora y editora de juegos de navegador y móviles, enfocada principalmente a los massive multiplayer on-line (MMORPG) en China y los Estados Unidos. Fue fundada en 2009 por Lin Qi. 
En 2013 lanzó la plataforma web GTArcade, donde empezó a publicar sus títulos a nivel internacional, logrando así salir a bolsa en Shenzhen el 2014.
Muchos de sus juegos obtienen ingresos de la venta de bienes virtuales. Su título más famoso a nivel internacional es un juego de navegador llamado League of Angels. Este juego se publicó inicialmente para el mercado chino pero más tarde fue adaptado para el mercado internacional, pasando a estar disponible en mercados de habla inglesa en 2013. En la actualidad tiene unos 300 servidores en operación.

## Fundador
Lin Qi (en chino 林奇), nacido en 1981 en Wenzhou (Zhejiang, China), también conocido como Titan Lin, fue un emprendedor chino y fundador de Youzu Interactive. La compañía, produce juegos tanto para el mercado local, como para el internacional. Fue adquirida por Susino Paraguas en 2014. Lin Qi poseía 100,9 millones de participaciones en Youzu, valoradas en unos 2,200 millones de dólares, según Wealth-X. Li falleció en China el 25 de diciembre del 2020, a los 39 años, supuestamente envenenado por un compañero.
En 2016, Youzu Interactive compró la desarrolladora alemana Bigpoint por 89,7 millones de dólares.

## Videojuegos
- DarkOrbit
- Fire Raiders[11]
- Game Of Thrones: Winter Is Coming - De navegador MMORPG, mayo de 2019.
- Knight's Fable - De navegador MMORPG mayo de 2014[12]
- Magerealm - De navegador MMORPG. Diciembre de 2015.
- Legacy of Discord[11]